# Никотера (Вибо Валенција)
Никотера (итал. Nicotera) је насеље у Италији у округу Вибо Валенција, региону Калабрија.
Према процени из 2011. у насељу је живело 4831 становника. Насеље се налази на надморској висини од 78 м.

## Становништво
Према резултатима пописа становништва 2011. у општини је живело 6.490 становника.
| 1931. | 1936. | 1951. | 1961. | 1971. | 1981. | 1991. | 2001. | 2011. |
| ----- | ----- | ----- | ----- | ----- | ----- | ----- | ----- | ----- |
| 7.767 | 8.028 | 8.489 | 8.343 | 7.369 | 7.293 | 6.913 | 6.778 | 6.490 |